# Nova Kociubeiivka, Ciutove
Nova Kociubeiivka (în ucraineană Нова Кочубеївка) este localitatea de reședință a comunei Nova Kociubeiivka din raionul Ciutove, regiunea Poltava, Ucraina.

## Demografie
Componența lingvistică a localității Nova Kociubeiivka
     Ucraineană (97,01%)
     Rusă (2,43%)
     Alte limbi (0,56%)
Conform recensământului din 2001, majoritatea populației localității Nova Kociubeiivka era vorbitoare de ucraineană (97,01%), existând în minoritate și vorbitori de rusă (2,43%).